# Casone
Casone is een plaats (frazione) in de Italiaanse gemeente Pitigliano.